# DLK2
DLK2 (англ. Delta like non-canonical Notch ligand 2) – білок, який кодується однойменним геном, розташованим у людей на 6-й хромосомі. Довжина поліпептидного ланцюга білка становить 383 амінокислот, а молекулярна маса — 40 548.
| 10         |  | 20         |  | 30         |  | 40         |  | 50         |
| ---------- |  | ---------- |  | ---------- |  | ---------- |  | ---------- |
| MPSGCRCLHL |  | VCLLCILGAP |  | GQPVRADDCS |  | SHCDLAHGCC |  | APDGSCRCDP |
| GWEGLHCERC |  | VRMPGCQHGT |  | CHQPWQCICH |  | SGWAGKFCDK |  | DEHICTTQSP |
| CQNGGQCMYD |  | GGGEYHCVCL |  | PGFHGRDCER |  | KAGPCEQAGS |  | PCRNGGQCQD |
| DQGFALNFTC |  | RCLVGFVGAR |  | CEVNVDDCLM |  | RPCANGATCL |  | DGINRFSCLC |
| PEGFAGRFCT |  | INLDDCASRP |  | CQRGARCRDR |  | VHDFDCLCPS |  | GYGGKTCELV |
| LPVPDPPTTV |  | DTPLGPTSAV |  | VVPATGPAPH |  | SAGAGLLRIS |  | VKEVVRRQEA |
| GLGEPSLVAL |  | VVFGALTAAL |  | VLATVLLTLR |  | AWRRGVCPPG |  | PCCYPAPHYA |
| PACQDQECQV |  | SMLPAGLPLP |  | RDLPPEPGKT |  | TAL        |  |            |

A: Аланін

C: Цистеїн

D: Аспарагінова кислота

E: Глутамінова кислота

F: Фенілаланін

G: Гліцин

H: Гістидин

I: Ізолейцин

K: Лізин

L: Лейцин

M: Метіонін

N: Аспарагін

P: Пролін

Q: Глутамін

R: Аргінін

S: Серин

T: Треонін

V: Валін

W: Триптофан

Задіяний у такому біологічному процесі, як альтернативний сплайсинг. 
Білок має сайт для зв'язування з іоном кальцію. 
Локалізований у мембрані.